# 木原吉次
木原 吉次（きはら よしつぐ）は、戦国時代から安土桃山時代にかけての武将。徳川家康の家臣。

## 生涯
木原氏は吉次の祖父・鈴木吉勝の代より松平氏に従い、遠江国山名郡木原村に500貫を領していた。
吉次も徳川家康に仕える。元亀元年（1570年）、家康より浜松城築城を命じられ、普請方総奉行を務めた。高天神城の戦いでは、武田軍斥候の笹田源五を討ち取る功を立てる。天正18年（1590年）、関東移封後は武蔵国荏原郡に440石を賜った。
家督は孫・重義が継ぎ、子孫は代々大工頭を勤め、後に旗本となった。